# مارلين لاسي
مارلين لاسي (بالإنجليزية: Marilyn Lacey)‏ هي راهبة أمريكية، ولدت في 11 يوليو 1948.